# GG-Bradz
GG-Bradz（ジー・ジー・ブラッズ）は、2010年に結成された、日本のロックバンド。

## 音楽的特徴
GG-Bradzはブルースロックバンドとして活動を開始したが、メンバー全員がそれぞれ作詞作曲を手掛けるため楽曲はバラエティに富んでいる。演奏にはヴァイオリン、ハーモニカ、ツインボーカル、時にツインベースを用いている。

## メンバー
- 水野正敏（リーダー、エレクトリックベース）
- 谷平こういち（ギター）
- 梶原徹也（ドラムス）
- 駒沢さっき（エレクトリックベース、ハーモニカ）
- 牛山玲名（ヴァイオリン）
- kate（ボーカル）
- yoco（ボーカル）

## 旧メンバー
- 新井田耕造（ドラムス）

## 来歴
2010年2月、水野正敏と駒沢さっきセッションライブをきっかけに新バンド結成に至る。水野正敏がSHAKU-SHAIN(-1998)で活動を共にしていた新井田耕造(ex.RCサクセション)、GEKO BAND(2003-2005)で共に活動をしていた谷平こういち(ex.子供ばんど)に声を掛けスリーリズムが完成。駒沢さっきと牛山玲名が加わり2010年7月より5名で「GG-Bradz」としての活動を開始。2010年12月、kateとyocoが加入。2011年6月新井田耕造が脱退、2011年8月より梶原徹也(ex.THE BLUE HEARTS)が加入。